# Anémomètre de Daloz
L’anémomètre de Daloz est un instrument permettant de mesurer la vitesse instantanée du vent, inventé par G. Daloz au début des années 1900. Il est constitué d'une boule qui, suspendue à une tige, est soulevée plus ou moins haut selon la force du vent. Le système est disposé sur une girouette permettant d'orienter dans la direction du vent le plan de rotation du pendule auquel est fixée la boule.
Cet anémomètre présente la particularité d'être gradué à partir de la vitesse limite atteinte en chute dans l'atmosphère par la boule sphérique qui constitue son capteur.

## Historique
L'anémomètre a été inventé par Gaston Daloz aux environs du début du XXe siècle,. Il a été perfectionné par Jules Richard et fabriqué par la maison Jules Richard, 25 rue Mélingue à Paris, constructeur d'appareils de mesure. Une fiche descriptive de l'anémomètre est conservée par le Conservatoire national des arts et métiers, au Conservatoire numérique.
Cet anémomètre a, entre autres, été utilisé en 1911 par le docteur Amans, qui en fait mention comme étalon dans le Bulletin mensuel de l'Académie des sciences et lettres de Montpellier - Résistance aérienne sur des zooptères à différentes vitesses et incidences.

## Principe de fonctionnement
Une sphère qui chute dans l'atmosphère atteint une vitesse limite {\displaystyle {v}} quand la force due à la résistance de l'air est égale et opposée au poids de la sphère.
Si {\displaystyle {K}} est un coefficient constant,
{\displaystyle {P}} le poids de la sphère,
{\displaystyle {R}} la force résistante à la pénétration dans l'air,
{\displaystyle {S}} la section de la sphère,
cette vitesse {\displaystyle {v}} peut être exprimée par la formule :
{\displaystyle {P=R=KSv^{2}}}.
Si cette sphère est fixée à une tige comme un pendule, et présentée à un vent de vitesse {\displaystyle {V}}, le pendule ainsi constitué prendra une position d'équilibre à un angle {\displaystyle {\alpha }} par rapport à la verticale de sorte que la force {\displaystyle {R}} du vent sur la sphère en compense le poids {\displaystyle {P}}.
Cet équilibre est obtenu quand la résultante de {\displaystyle {P}} et de {\displaystyle {R}} est alignée avec la tige du pendule. Il correspond à l'équation :
{\displaystyle {R=KSV^{2}=P\tan \alpha }},
d'où l'on peut déduire que la vitesse du vent {\displaystyle {V}} est liée à la vitesse limite de chute {\displaystyle {v}} par la formule :
{\displaystyle {V^{2}=v^{2}\tan \alpha }}.
La vitesse du vent est donc la même que la vitesse limite de chute si la tige portant la sphère s'incline de {\displaystyle {\alpha ={45^{\circ }}}} car
{\displaystyle {\tan {45^{\circ }}=1}}, et l'on peut en déduire les graduations de l'anémomètre.